# Hjalmar Helweg
Hjalmar Helweg (ur. 11 lutego 1886, zm. 11 lutego 1960) – duński lekarz psychiatra. Praktykował w Kopenhadze i wykładał na tamtejszym uniwersytecie. Był autorem szeregu prac, w których m.in. analizował psychikę Kierkegaarda i Andersena. Autor pierwszego duńskiego podręcznika psychiatrii sądowej (1937).